# Sztojka Tamás
Sztojka Tamás (Kászonaltíz, 1951. január 2.) erdélyi magyar orvos, helytörténész.

## Életútja, munkássága
Csíkszeredában érettségizett (1971); egészségügyi technikumot Székelyudvarhelyen végzett, majd Marosvásárhelyen, az OGYI-n szerzett orvosi diplomát (1977). Azóta szülőfalujában körzeti orvos.
Első helytörténeti írásai a Korunkban jelentek meg 1980-ban; a Korunk Sors és emlékezet c. pályázatán első világháborús visszaemlékezésekből összeállított munkájával nyert díjat (1983). A folyóirat 1982-es Évkönyvében Sírkövek emlékezete, az 1986/87-es Évkönyvben Kászon demográfiája című tanulmányával szerepelt. Mintegy félszáz hangkazettán gyűjtötte össze faluja idős embereinek visszaemlékezéseit.